# 島根県道310号益田吉田線
島根県道310号益田吉田線（しまねけんどう310ごう ますだよしだせん）は、島根県益田市を通る一般県道である。

## 概要
益田市駅前町から益田市乙吉町に至る。
路線名称に吉田という地名が用いられているが、これは益田市乙吉町がかつて美濃郡吉田村（1889年（明治22年） - 1934年（昭和9年））→美濃郡吉田町（1934年（昭和9年） - 1941年（昭和16年））の一部だったことに由来するものと思われる。

### 路線データ
- 起点：益田市駅前町（駅前町東交差点、島根県道54号益田澄川線交点）
- 終点：益田市乙吉町（乙吉町交差点、国道9号交点、益田市道中吉田久城線起点）

## 歴史
- 1958年（昭和33年）6月13日 - 島根県告示第525号により認定される。
- 1972年（昭和47年）頃 - 現行の県道番号に変更される。

## 路線状況

### 重複区間
- 国道191号（益田市あけぼの東町 - 益田市あけぼの本町）

### 道路施設

#### 橋梁
- 曙橋（益田川、益田市）

## 地理

### 通過する自治体
- 益田市

### 交差する道路
| 交差する道路                 | 交差する場所 | 交差する場所          |
| ---------------------------- | ------------ | --------------------- |
| 島根県道54号益田澄川線       | 駅前町       | 駅前町東交差点 / 起点 |
| 国道191号 重複区間起点       | あけぼの東町 | あけぼの東町交差点    |
| 国道191号 重複区間終点       | あけぼの本町 | あけぼの本町交差点    |
| 国道9号 益田市道中吉田久城線 | 乙吉町       | 乙吉町交差点 / 終点   |

### 交差する鉄道
- 山陰本線

### 沿線
- 益田市文化会館
- JR西日本山陰本線・山口線 益田駅
- 益田駅前ビル EAGA
- 益田赤十字病院
- イオン益田店